# Andrena halictoides
Andrena halictoides là một loài Hymenoptera trong họ Andrenidae. Loài này được Smith mô tả khoa học năm 1869.